# Blackness (Falkirk)
Blackness ist die am weitesten östlich gelegene Ortschaft der schottischen Council Area Falkirk. Sie liegt nahe der Grenze zu West Lothian in der traditionellen Grafschaft Linlithgowshire am Ufer des Firth of Forth. Der Bach Blackness Burn fließt durch die Ortschaft und mündet in den Firth of Forth. Falkirk liegt 16 km westlich, während Edinburgh etwa 22 km östlich von Blackness gelegen ist. Die Ortschaft ist über eine Nebenstraße der A904 an das Straßennetz angebunden.

## Geschichte

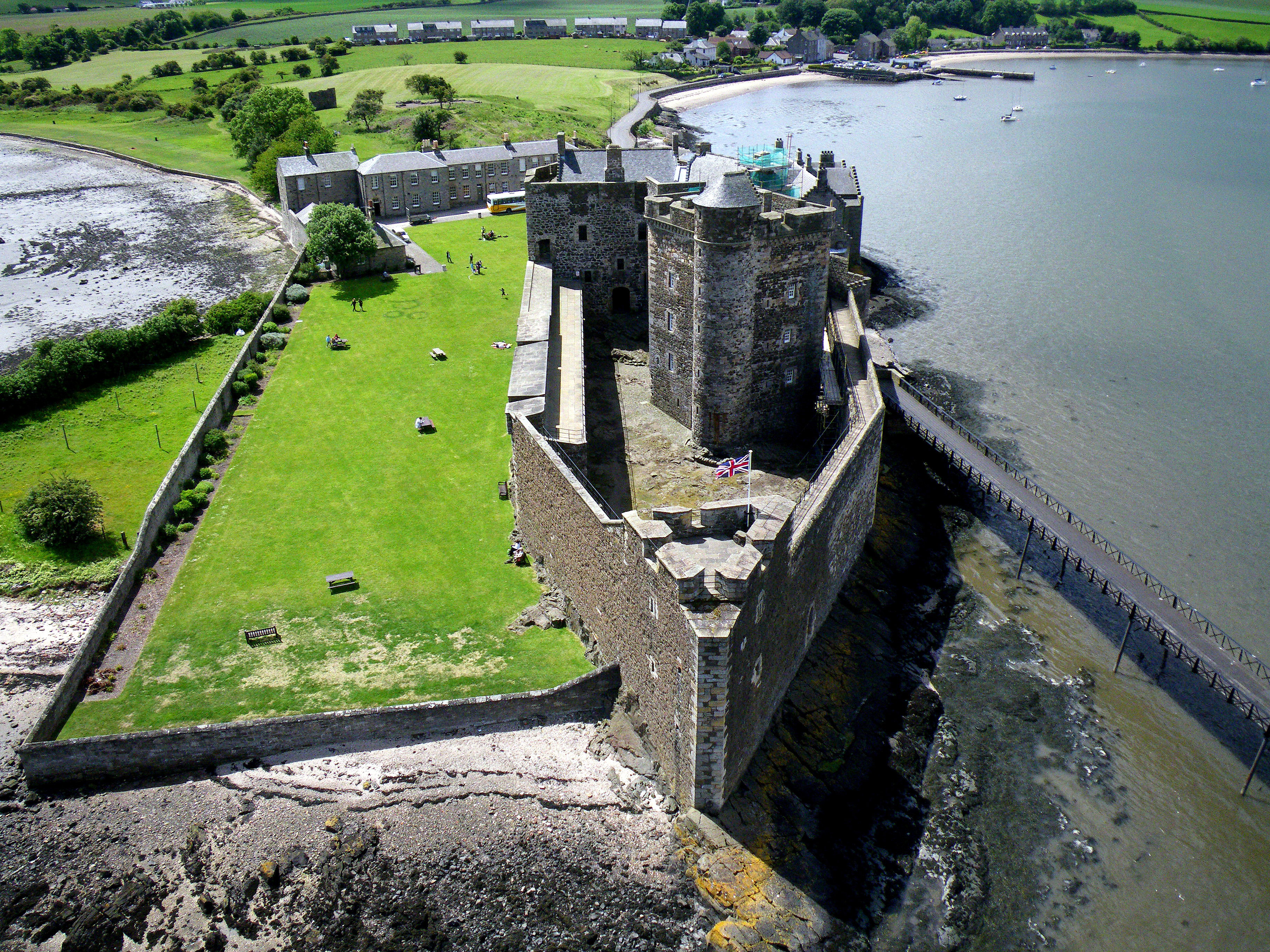
Blackness Castle

Blackness entwickelte sich mit der Burg Blackness Castle, die um 1440 erbaut wurde und mehrfach eine bedeutende Rolle in der schottischen Geschichte einnahm. Es entwickelte sich als Hafenort der im Landesinneren gelegenen Stadt Linlithgow zu einem Handelszentrum der Region. Mit der Verlegung des Hafens nach Bo’ness um 1680 sank die wirtschaftliche Bedeutung von Blackness. In der Folge verfielen die Hafenanlagen und Wirtschaftsbetriebe und Handwerker wanderten ab.
Heute sind in Blackness keine historischen Gebäude mehr erhalten. Der Ortskern stammt weitgehend aus dem 19. Jahrhundert und eine Siedlung des öffentlichen Wohnungsbaus ist späteren Datums. Im Jahr 2011 verzeichnete Blackness 177 Einwohner. Dies bedeutet eine Abnahme im Vergleich zu 182 gezählten Einwohnern im Jahr 1971.